# Parada El Peregrino
El Peregrino era una estación ferroviaria que se ubicaba en el Partido de General Pinto, Provincia de Buenos Aires, Argentina.

## Historia
Su construcción finalizó en 1910 a cargo del Ferrocarril Rosario a Puerto Belgrano.
- Datos: Q5842067